# 7+3
7+3 è un singolo del cantautore italiano Ultimo, pubblicato il 22 dicembre 2020 come terzo estratto dal quarto album in studio Solo.

## Descrizione
Come dichiarato dall'artista, il brano è stato scritto alla chitarra circa due settimane prima della pubblicazione ed è una dedica alla propria madre.

## Video musicale
Il video musicale, diretto dai YouNuts!, duo composto da Antonio Usbergo e Niccolò Celaia, è stato pubblicato in concomitanza all'uscita del brano attraverso il canale YouTube del cantautore.

## Tracce
Testi e musiche di Niccolò Moriconi.
1. 7+3 – 3:12

## Classifiche
| Classifica (2020) | Posizione massima |
| ----------------- | ----------------- |
| Italia            | 21                |